# Unzial 056
Unzial 056 (in der Nummerierung von Gregory-Aland) ist eine griechische Unzialhandschrift des Neuen Testaments. Mittels Paläographie wurde sie auf das 10. Jahrhundert n. Chr. datiert. Der Kodex enthält den vollständigen Text der Apostelgeschichte, der Paulusbriefe und der katholischen Briefe mit Kommentaren. Er wurde auf 381 Pergamentseiten (29,8 × 23,3 cm) in einer Spalte je Seite mit je 40 Zeilen geschrieben.
Der griechische Text des Kodex repräsentiert den Byzantinischen Texttyp mit starken Alexandrinischen Elementen in den katholischen Briefen (etwa 20 %). Aland ordnete ihn in Kategorie V ein. Unzial 0142 ist wahrscheinlich der Nachfolger des Kodex 056. 
Der Kodex wird in der Bibliothèque nationale de France in Paris als Teil der Fonds Coislin (Coislin Gr. 26) aufbewahrt.